# 東日本旅客鉄道新幹線統括本部
東日本旅客鉄道新幹線統括本部（ひがしにほんりょかくてつどうしんかんせんとうかつほんぶ、英: East Japan Railway Company, Shinkansen General Management Dept.）は、東日本旅客鉄道（JR東日本）の組織。日本国有鉄道（国鉄）の東北・上越新幹線総合指令本部の流れを汲む。

## 概要
国鉄時代、東海道新幹線と山陽新幹線を管轄していた新幹線総局の組織肥大化が問題視されていたことから、東北新幹線ならびに上越新幹線の開業にあたっては、輸送指令業務のみ国鉄本社直轄の東北・上越新幹線総合指令本部が所管し、それ以外の施設ならびに現業機関を各区間に対応する在来線所管の鉄道管理局の管轄とした。国鉄分割民営化によって両路線を引き継いだJR東日本においてもこの体制を踏襲し、輸送指令のみ新幹線運行本部が、施設・現業機関は各区間に対応する在来線所管支社が管轄することになり、民営化後に開業した北陸新幹線に対しても同様の扱いが採られた。
しかし民営化から30年以上を経てこの体制を大きく見直すことになり、リスク対応力向上、人材育成、新幹線特有の技術の維持・向上、迅速な意思決定を目的として、2019年（平成31年）4月1日付で、本社ならびに各支社の新幹線部門と、新幹線運行本部を統合し、本組織が発足した。
これによりJR東日本の新幹線路線についても、駅施設の管理・営業業務は在来線所管支社が主導する一方で、それ以外の新幹線に関わる業務は新幹線専門の組織が主導する、東海道・山陽・九州新幹線同様の体制へと移行する。
なお、新幹線統括本部は2026年（令和8年）7月1日の組織改正により、本社内部組織である新幹線本部へ改組される予定である。

## 組織構成
発足時点では以下の組織で構成される。
- 新幹線企画戦略室
- 新幹線運輸車両部
- 新幹線設備部
- 新幹線電気ネットワーク部
- 新幹線総合指令所

## 管轄路線
JR東日本に所属するすべての新幹線特例法適用路線を管轄する。なお駅業務、駅施設管理は沿線の在来線を所管する首都圏・東北の２本部と大宮・高崎・長野・新潟・盛岡の５支社が行っているうえ、JR東日本の新幹線は在来線がJR他社管轄となる地域に乗り入れていないため、本組織が直接管轄する駅は存在しない。
路線
※◇が付いた路線は全線が管轄区間内に入っている路線である。
| 路線名      | 区間                    | 備考 |
| ----------- | ----------------------- | --- |
| ◇東北新幹線 | 東京 - 新青森間         | 新青森駅を介して北海道新幹線と相互直通運転 東京 - 福島間は、奥羽本線に乗り入れる新幹線直行特急（山形新幹線）の列車も走行 東京 - 盛岡間は、田沢湖線・奥羽本線に乗り入れる新幹線直行特急（秋田新幹線）の列車も走行 |
| ◇上越新幹線 | 大宮 - 新潟間           | 運行系統上では、東北新幹線東京 - 大宮間を含む |
| 北陸新幹線  | 高崎 - 上越妙高間       | 運行系統上では、東北新幹線東京 - 大宮間、上越新幹線大宮 - 高崎間を含む |
| 上越線      | 越後湯沢 - ガーラ湯沢間 | 法規上は在来線であるが、運用上では上越新幹線の支線と扱われる |

## 車両基地
- 東京新幹線車両センター
- 小山新幹線車両センター
- 新幹線総合車両センター「幹セシ」[5]
- 山形新幹線車両センター「幹カタ」[5]
- 盛岡新幹線車両センター
  - 青森派出所
- 秋田新幹線車両センター「幹アキ」[5]
- 新潟新幹線車両センター「幹ニシ」[5]
- 長野新幹線車両センター「幹ナシ」[5]

## 乗務員区所

### 新幹線運輸区（運転士・車掌）
- 東京新幹線運輸区 - 2021年（令和3年）3月13日、上野新幹線第二運転所と丸の内車掌区の新幹線部門が合併し改称。
- 仙台新幹線運輸区
- 盛岡新幹線運輸区
- 新潟新幹線運輸区

新幹線・在来線双方に業務が跨る区所（長野統括センター〈長野支社〉、福島統括センター、山形統括センター〈以上東北本部〉、秋田統括センター〈秋田支社〉）については、当面は従来通り在来線所管本部・支社の管轄。

## 設備関係区所

### 保線関係区所
- 大宮新幹線保線技術センター
  - 東京レールオフィス
- 宇都宮新幹線保線技術センター
- 郡山新幹線保線技術センター
- 仙台新幹線保線技術センター
- 北上新幹線保線技術センター
- 八戸新幹線保線技術センター
  - 青森派出
- 高崎新幹線保線技術センター
- 新潟新幹線保線技術センター
  - 長岡派出
- 長野新幹線保線技術センター

### 電気関係区所
- 首都圏新幹線電力技術センター
- 東北新幹線電力技術センター
- 上信越新幹線電力技術センタ－
- 首都圏新幹線信号通信技術センタ－
- 東北新幹線信号通信技術センタ－
- 上信越新幹線信号通信技術センタ－

## 運転指令所
- 新幹線総合指令所